# Bahnička vejčitá
Bahnička vejčitá (Eleocharis ovata) je jednoděložná rostlina z rodu bahnička, jejímž přirozeným prostředím jsou obnažené břehy rybníků, slepá ramena řek či pravidelně zaplavované sníženiny.

## Výskyt
V Severní Americe roste na západě i východě USA i na jihu Kanady. Známá je i v západní a střední Evropě, od Středomoří až po Baltské moře. Na Pyrenejském poloostrově, na jihu Itálie, v Řecku a v Bulharsku chybí. Z východní Evropy zasahuje až do Asie.
V ČR se vyskytuje roztroušeně, od nížin až po podhorské oblasti, v poslední době však ubývá.

## Popis
Bahnička vejčitá je trsnatá jednoletá rostlina s 5 až 35 cm vysokou tenkou bezlistou lodyhou. V dolní části má purpurové listové pochvy, listová čepel není vyvinuta. Květy jsou uspořádány do 2 až 8 mm dlouhého vrcholového klásku (asi z 30 květů) a mívají 2 až 3 tyčinky a blizny. Kvete v červnu až srpnu.

## Vědecká synonyma
- Eleocharis annua House
- Eleocharis obtusa var. heuseri Uechtr.
- Eleocharis obtusa var. ovata (Roth) Drapalik & Mohlenbrock
- Eleocharis soloniensis (Dubois) Hara
- Scirpus ovatus Roth